# Wolfgang Mieder
Wolfgang Mieder (nacido el 17 de febrero de 1944) es profesor jubilado de alemán y folclore en la Universidad de Vermont, en Burlington, Vermont, EE. UU. 

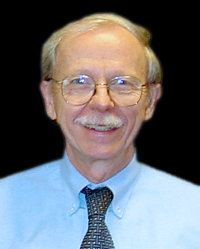
Wolfgang Mieder

Su formación académica tuvo lugar en Olivet College (BA), la Universidad de Míchigan (MA), y Michigan State University (PhD). Ha sido profesor invitado en la Universidad de Freiburg (Alemania), país donde nació.

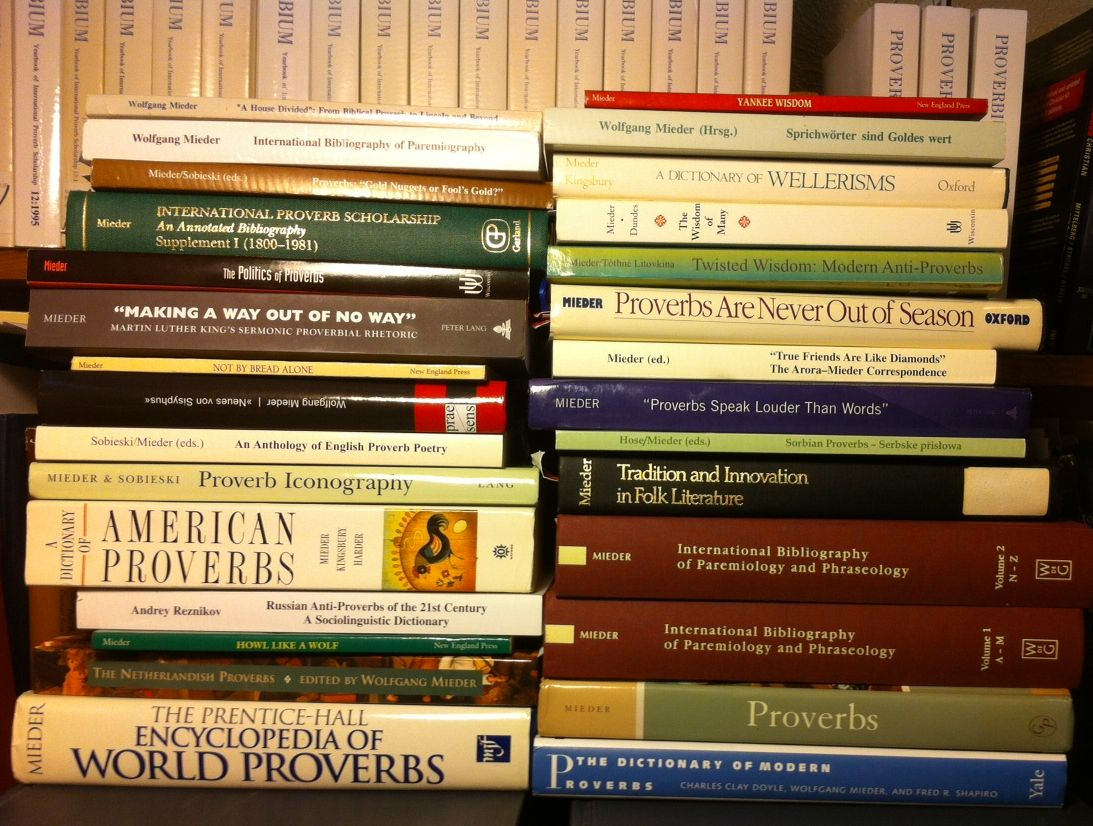
Muestra de libros escritos o editados por Mieder

Es conocido sobre todo como investigador en el campo de la paremiología o estudio de los proverbios. Además de ser un autor prolífico y editor de obras paremiológicas, ha contribuido de forma excepcional al producir un "número sorprendente de bibliografías", tanto de artículos como de monografías, en varias ramas dentro de la paremiología. Cada año recoge dentro de Proverbium la lista de publicaciones del año en el campo paremiológico. Su trabajo más completo en esa área es Bibliografía Internacional de Paremiologíay y fraseología (2009), publicado en dos volúmenes.
Desde 1984 ha sido el editor de Proverbium: Yearbook of International Proverb Scholarship,una revista anual publicada por la Universidad de Vermont. Es editor igualmente de Supplement Series to Proverbium, una serie de libros sobre varias facetas de estudios paremiológicos.
Ha publicado extensamente tanto en inglés como alemán. Es el creador del término antiproverbio, proverbio que ha sido modificado en su forma original. El término quedó consolidado con la publicación de Twisted Wisdom: Modern Anti-Proverbs de Mieder y Anna T. Litovkina.
Su trabajo también incluye la paremiografía o recopilación de paremias. Ha publicado numerosas colecciones de proverbios, tanto locales como internacionales.
Fue homenajeado con tres publicaciones en su honor (festschrift)  por su 60.º cumpleaños y con otra más por su 65.º cumpleaños. También ha sido reconocido en publicaciones biográficas que se han centrado en su labor investigadora. En 2012 se le otorgó un premio de folclore europeo el European Folklore Prize. En 2014 fue nombrado doctor honoris causa por la Universidad de Atenas y por la Universidad de Bucarest en el 2015. Con ocasión de su septuagésimo cumpleaños en 2014, amigos y colegas de todo el mundo contribuyeron con sesenta y seis ensayos a Gegengabe, una publicación internacional en su honor por sus contribuciones a la investigación de ámbito mundial y su personalidad excepcional. En 2024 recibió un nuevo homenaje con motivo de su 80.º cumpleaños, «Standing on the shoulders of giants». A Festschrift in honour of Wolfgang Mieder on the occasion of his 80th birthday. 
Aunque Mieder es originario de Alemania, ha vivido en Vermont más de 40 años, enseñando en su universidad. Sus largos años de residencia allí se han visto reflejados en sus investigaciones, pues ha publicado cuatro libros de refranes sobre Nueva Inglaterra y Vermont. Su perspectiva, a caballo entre dos países, ha sido el tema de un artículo de Amy Jones.